# Pseudocalamobius bhutanensis
Pseudocalamobius bhutanensis är en skalbaggsart som beskrevs av Stefan von Breuning 1975. Pseudocalamobius bhutanensis ingår i släktet Pseudocalamobius och familjen långhorningar. Inga underarter finns listade i Catalogue of Life.